# Hydrellia penicili
Hydrellia penicili är en tvåvingeart som beskrevs av Cresson 1944. Hydrellia penicili ingår i släktet Hydrellia och familjen vattenflugor. Inga underarter finns listade i Catalogue of Life.